# Херцлаке
Херцлаке (њем. Herzlake) општина је у њемачкој савезној држави Доња Саксонија. Једно је од 60 општинских средишта округа Емсланд. Према процјени из 2010. у општини је живјело 4.097 становника. Посједује регионалну шифру (AGS) 3454021.

## Географски и демографски подаци
Херцлаке се налази у савезној држави Доња Саксонија у округу Емсланд. Општина се налази на надморској висини од 25 метара. Површина општине износи 49,8 km². У самом мјесту је, према процјени из 2010. године, живјело 4.097 становника. Просјечна густина становништва износи 82 становника/km².